# Distretto di Steglitz-Zehlendorf
Il distretto di Steglitz-Zehlendorf (in tedesco Bezirk Steglitz-Zehlendorf) è il sesto distretto di Berlino.
Steglitz-Zehlendorf è il distretto berlinese con la struttura sociale più elevata. È caratterizzato infatti da entrate consistenti e da un basso tasso di disoccupazione.

## Amministrazione
L'amministrazione distrettuale ha sede al municipio di Zehlendorf, nel quartiere omonimo.
Il sindaco distrettuale (Bezirksbürgermeister) in carica è Maren Schellenberg, della I Verdi.

### Suddivisione amministrativa
Il distretto di Steglitz-Zehlendorf è diviso in 7 quartieri (Ortsteil):
- 0601 Steglitz
- 0602 Lichterfelde
- 0603 Lankwitz
- 0604 Zehlendorf
- 0605 Dahlem
- 0606 Nikolassee
- 0607 Wannsee
- 0608 Schlachtensee

## Storia
Gli ex distretti di Steglitz e Zehlendorf furono formati nel 1920 quando la Grande Berlino fu costituita da comunità rurali precedentemente indipendenti e distretti padronali del Circondario di Teltow.
Il distretto di Steglitz-Zehlendorf fu creato nel 2001 unificando i due precedenti distretti di Steglitz e Zehlendorf, che ne divennero quartieri (Ortsteil), insieme ai precedenti quartieri di Dahlem, Lankwitz, Lichterfelde, Nikolassee e Wannsee.
Nel 2020 venne istituito il nuovo quartiere di Schlachtensee, scorporandone il territorio dai quartieri di Nikolassee e Zehlendorf.